# Andrena ziziaeformis
Andrena ziziaeformis là một loài Hymenoptera trong họ Andrenidae. Loài này được Cockerell mô tả khoa học năm 1908.

## Hình ảnh

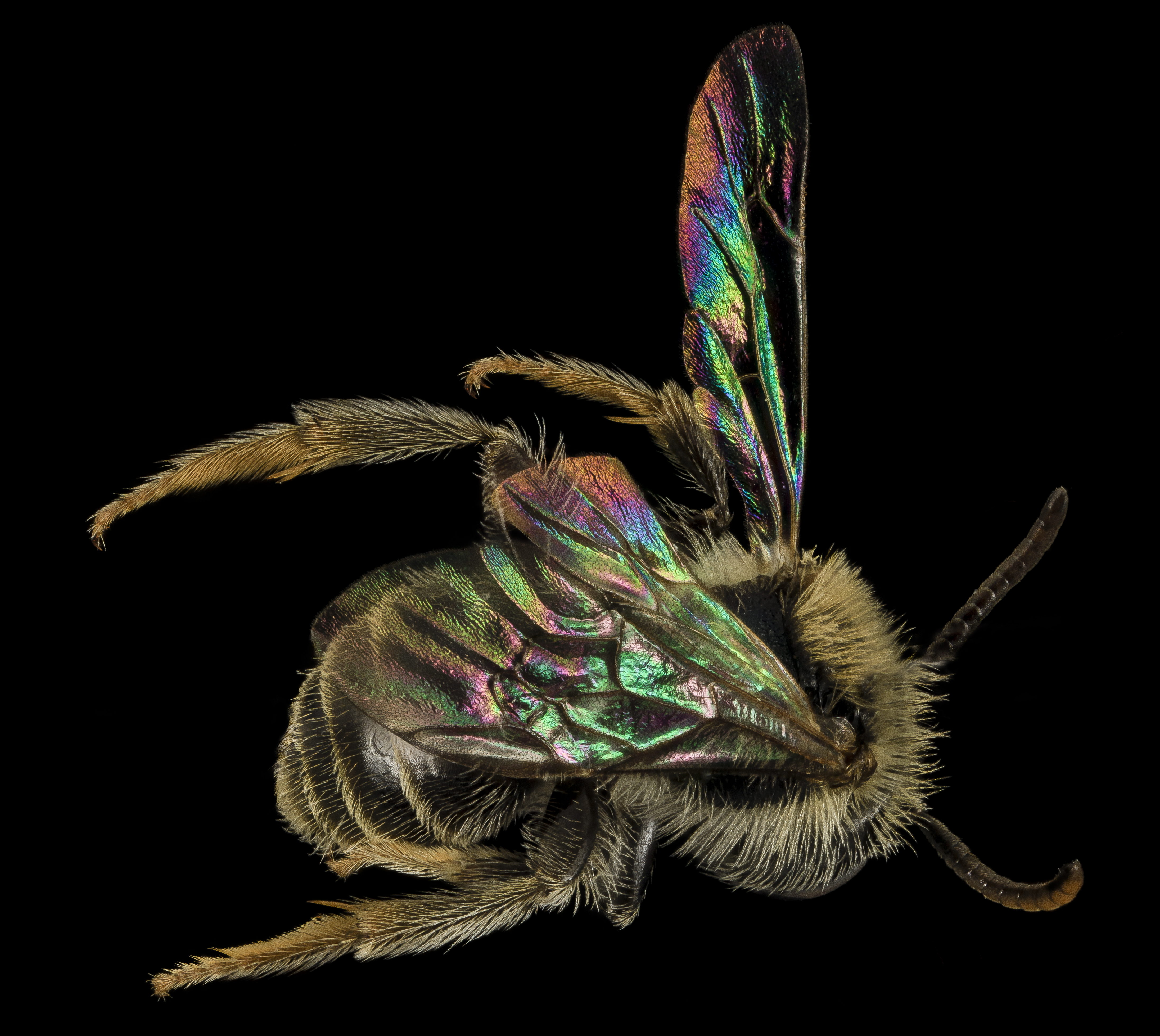
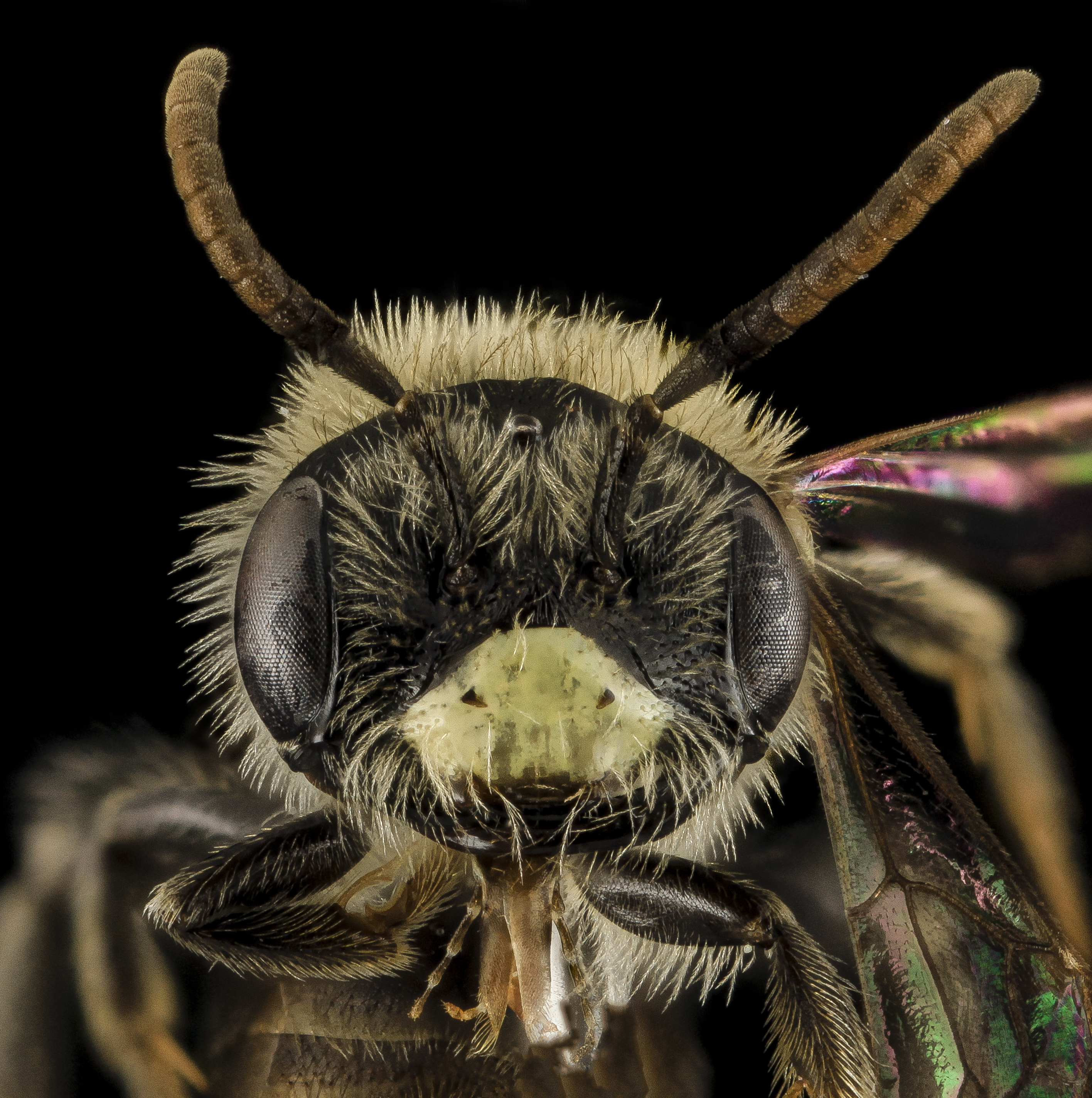